# Tom Clancy’s Ghost Recon: Future Soldier
Tom Clancy’s Ghost Recon: Future Soldier ist ein Taktik-Shooter-Videospiel, das im Mai 2012 von Ubisoft für PlayStation 3 und Xbox 360 veröffentlicht wurde. Im Juni desselben Jahres folgte eine Version für Windows. Das Spiel gehört zur Ghost-Recon-Reihe und behandelt einen fiktiven Verlauf der modernen Kriegsführung.

## Handlung
Im Jahr 2024 operiert ein Ghost-Recon-Team in Nicaragua, um den Waffenhandel in der Region zu stoppen. Durch eine Bombenexplosion stirbt das Team, worauf ein weiteres Ghost-Team, welches nun vom Spieler kontrolliert wird, zur Untersuchung geschickt wird.

## Spielmechanik
Der Anführer des Teams (Cpt. C. Ferguson) wird aus der Third-Person-Perspektive gesteuert, wobei das Spiel automatisch in die First-Person-Perspektive wechselt, wenn der Spieler Deckung sucht oder die Zieloptiken seiner Waffe nutzt.
Es wird erstmals in der Serie das Konzept der adaptiven Tarnung integriert, bei dem der Spieler sich bei entsprechend langsamer Bewegung ausreichend verstecken kann, bei schnellen Bewegungen oder verdächtigen Handlungen (Schießen, Nachladen, Rennen etc.) aber auffliegt und vom Gegner attackiert wird.
Der Spieler kann für die Teammitglieder bis zu vier Ziele festlegen, die entweder während eines Gefechts bevorzugt behandelt werden, oder synchronisiert vom Team ausgeschaltet werden, solange dieses unentdeckt ist.

## Verfügbarkeit
Online-Funktionen und damit auch das Multiplayer-Spiel sind nicht mehr verfügbar.